# Groot matkopje
Het groot matkopje (Simocybe sumptuosa) is een schimmel behorend tot de familie Inocybaceae. Hij leeft saprotroof op dode stammen, stronken en takken van loofbomen, vooral Fagus, vooral in loofbossen en parken op vochtige, matig tot zeer voedselrijke bodems.

## Kenmerken
De hoed heeft een diameter van 1 cm. De sporenprint is lichtbruin. De sporen zijn niervormig, glad, dikwandig, met nauwelijks zichtbare kiemporen en meten 4–4,5 × 6,5–8 µm.

## Verspreiding
Het voorkomen van groot matkopje is bekend in een aantal Europese landen, in Noord-Amerika en in Rusland.
In Nederland komt het vrij algemeen voor.

## Foto's

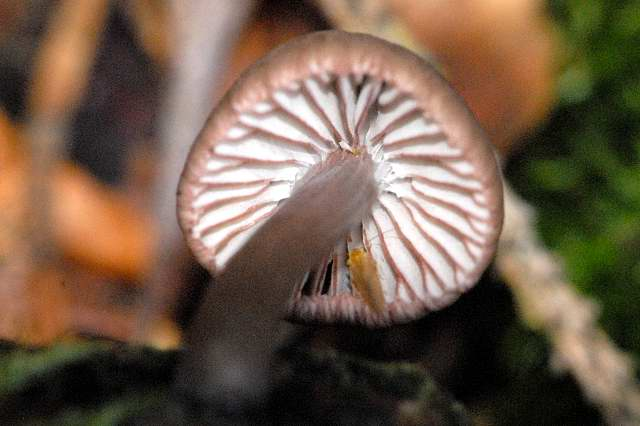
Lamellen